# Melissa Mills
Melissa Mills   (Sydney, 26 de desembre de 1973) fou una waterpolista australiana que va competir durant les dècades de 1990 i 2000.
El 2000 va prendre part en els Jocs Olímpics de Sydney, on guanyà la medalla d'or en la competició de waterpolo.